# Operophtera unicolor
Operophtera unicolor är en fjärilsart som beskrevs av Lamb 1912. Operophtera unicolor ingår i släktet Operophtera och familjen mätare. Inga underarter finns listade i Catalogue of Life.